# گستره رنگی

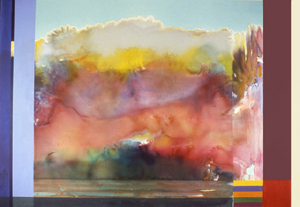
پرستش بهار

گستره رنگی (انگلیسی: Color Field) یا نقاشی رنگْ پهنه یک سبک از نقاشی انتزاعی است که در شهر نیویورک و در طول سال‌های ۱۹۴۰ تا ۱۹۵۰ پدید آمد، این سبک با الهام از مدرنیسم اروپایی شکل گرفته و از نزدیک به اکسپرسیونیسم انتزاعی مربوط است (این گونه از نقاشی‌ها به دلیل اینکه بر بوم‌های بسیار بزرگتر از معمول اجرا می‌شوند باید از فاصله نزدیک دیده شوند تا سراسر میدان دید نگرنده را فرا گیرند) گستره رنگی مبتنی بر رنگ‌آمیزی ناب و یکدست در عین حال بدون هیچ نشانی از پویش و ضربه قلم‌مو است، در این سبک طرح‌ها به قاب بسیار بزرگ پرده نقاشی محدود نمی‌ماند و به سوی بیکران ادامه دارد.
در اصل این اصطلاح درباره آثار خلق شده توسط سه تن از نقاشان اکسپرسیونیست انتزاعی در حوالی سال ۱۹۵۰ به نام‌های مارک روتکو، بارنت نیومن و کلیفورد استیل بکار برده شد. در سال ۱۹۵۵ کلمنت گرینبرگ آثار خلق شده توسط این سه هنرمند را بدین صورت تعریف کرد: آثاری شامل پهنه‌های وسیعی از رنگ. پس از آن محقق آمریکایی ایروین سندلر در کتابِ شاهکار خود «اکسپرسیونیسم انتزاعی» انتشار یافته به سال ۱۹۷۰، برای فصلی از کتابش که به این سه هنرمند اختصاص داشت از از عنوان «نقاشان رنگْ پهنه» استفاده کرد.

## نگارخانه

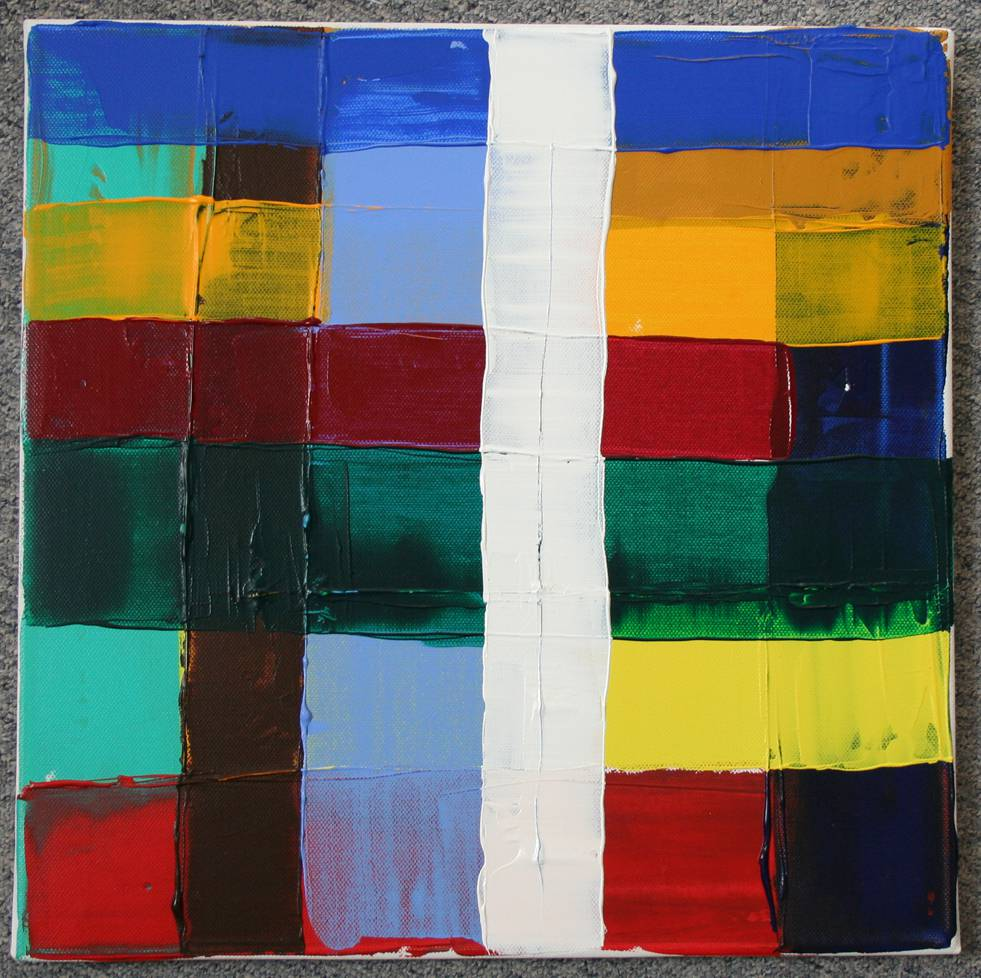
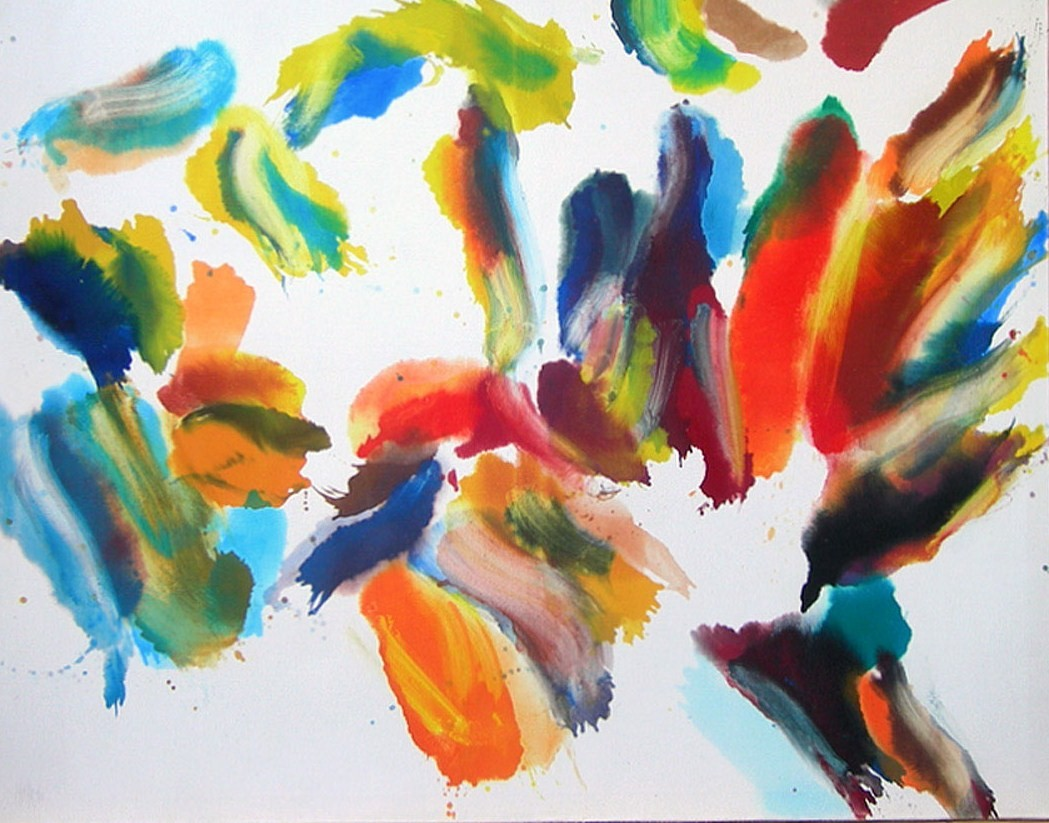
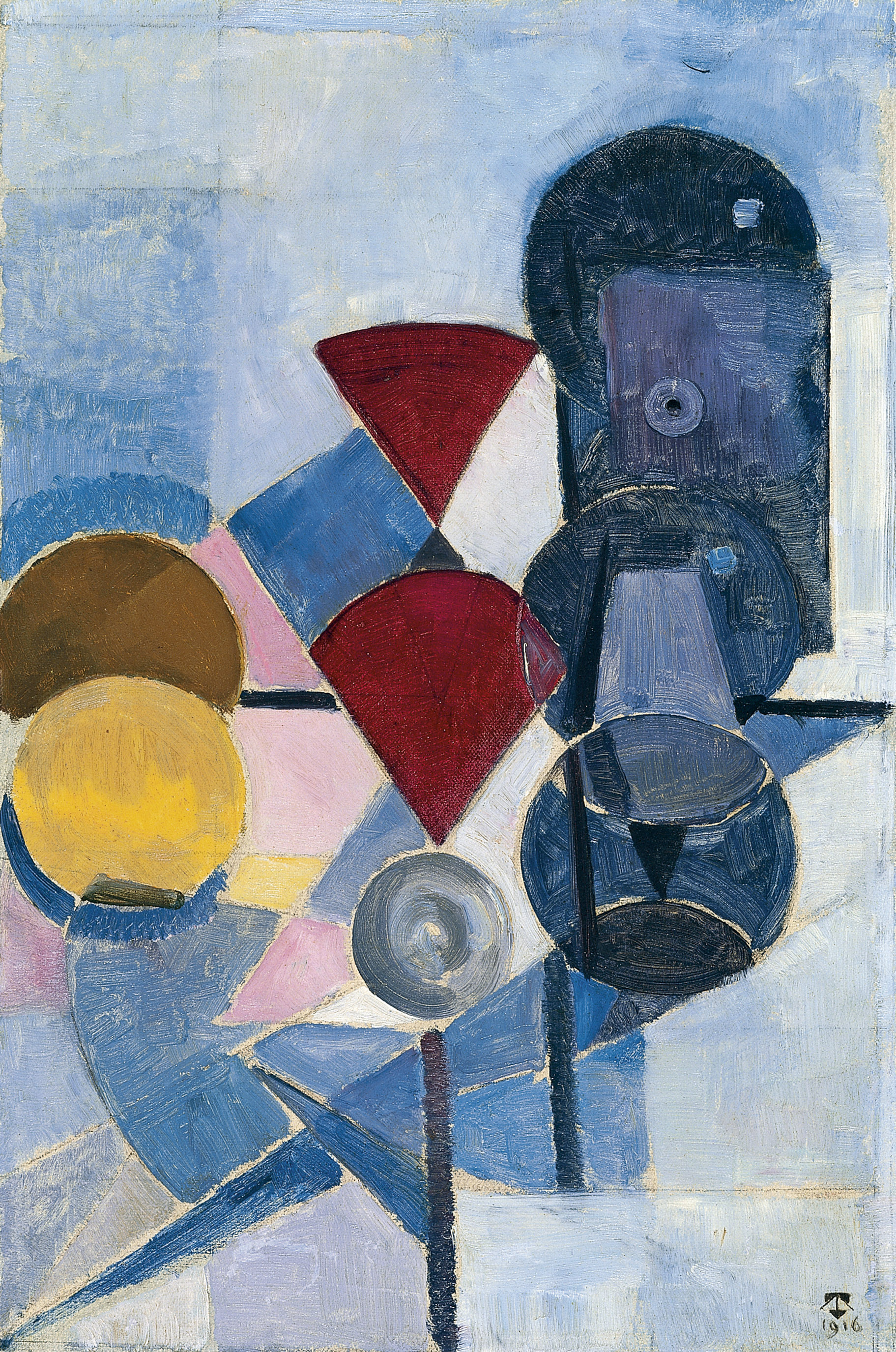
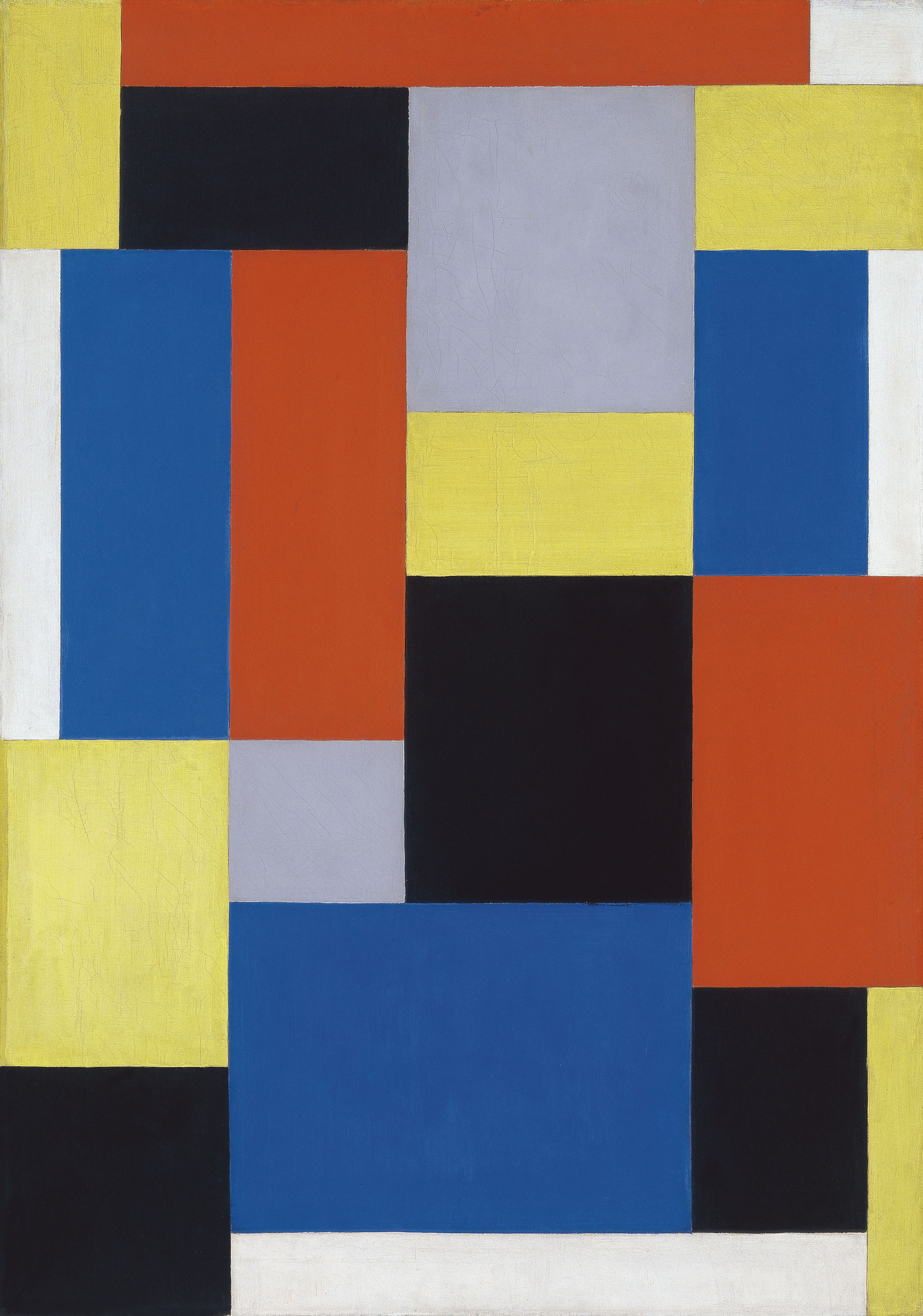
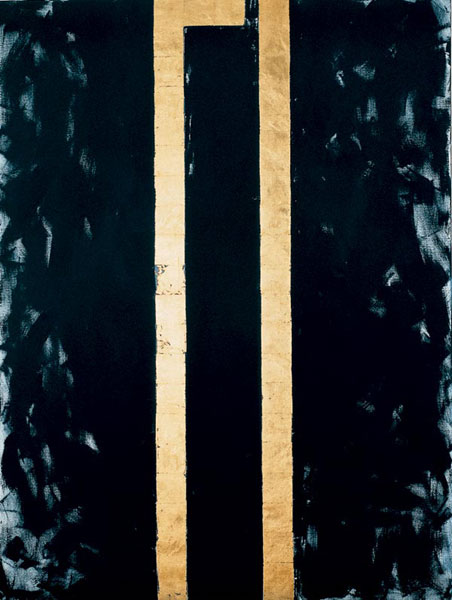